# Q School 2021 - Evento 3
L'evento 3 della Q School 2021 è stato la terza di tre tappe di questa competizione, che si è disputato dall'8 al 13 giugno 2021, presso il Ponds Forge International Sports Centre di Sheffield, in Inghilterra.
Ian Burns, Lei Peifan, Dean Young e Duane Jones hanno guadagnato una tour card per le stagioni 2021-2022 e 2022-2023.

## Regolamento
Introdotta nel periodo di riforme dell'allora appena nominato presidente del World Snooker Tour Barry Hearn, la Q School è formata da tre eventi, i quali si disputano prima dell'inizio della stagione professionistica (solitamente pochi giorni dopo il termine del Campionato mondiale).
In questi sono presenti quattro sezioni, formate tutte da sei turni: chi riesce a vincere l'ultimo round, ottiene una carta professionistica di due stagioni.
Possono partecipare anche coloro che terminano la stagione fuori dai primi 64 nel Ranking, e che quindi devono riqualificarsi per il Main Tour.
L'iscrizione è aperta ad ogni giocatore dilettante ed ha un costo di £1000.

## Fase a eliminazione diretta

### Sezione 1

#### Turno 1
| Giocatore 1      | Risultato | Giocatore 2        |
| ---------------- | --------- | ------------------ |
| Sean O'Sullivan  | 4 - 0     | Samuel Lee Stevens |
| Garry Coulson    | 0 - 4     | Tony Knowles       |
| Robert Read      | 4 - 2     | Matthew Glasby     |
| Mark Lloyd       | 4 - 2     | Ivan Kakovskii     |
| Luke Simmonds    | 4 - 0     | Josh Mulholland    |
| Callum Beresford | 4 - 0     | Scott Bell         |
| Arun Mehta       | 4 - 3     | Jamie Tudor        |
| Gary Challis     | 4 - 0     | Dylan Smith        |
| Aaron Busuttil   | 0 - 4     | Liam Davies        |
| Yu Kiu Chang     | 4 - 3     | Harvey Chandler    |
| Thomas McSorley  | 2 - 4     | Ryan Thomerson     |
| Rodion Judin     | 4 - 1     | Liam Pullen        |
| Raymond Fry      | 4 - 0     | Aaron Graham       |
| Aidan Murphy     | 2 - 4     | Halim Hussain      |
| Danny Brindle    | 4 - 3     | Matthew Lee        |
| Connor Benzey    | 1 - 4     | Ross Muir          |

#### Turno 2
| Giocatore 1          | Risultato | Giocatore 2      |
| -------------------- | --------- | ---------------- |
| Antoni Kowalski      | 1 - 4     | Sean O'Sullivan  |
| Ryan Roberts         | 3 - 4     | Tony Knowles     |
| Paul Davison         | 4 - 0     | Robert Read      |
| Alex Clenshaw        | 1 - 4     | Mark Lloyd       |
| Brandon Sargeant     | 3 - 4     | Luke Simmonds    |
| Jamie Curtis-Barrett | 2 - 4     | Callum Beresford |
| Alfie Burden         | w/d - w/o | Arun Mehta       |
| Luke Pinches         | 4 - 3     | Gary Challis     |
| Ian Burns            | 4 - 0     | Liam Davies      |
| Paul Davies          | 2 - 4     | Yu Kiu Chang     |
| Soheil Vahedi        | 4 - 2     | Ryan Thomerson   |
| Hayden Staniland     | 3 - 4     | Rodion Judin     |
| Peter Lines          | w/d - w/o | Raymond Fry      |
| Simon Blackwell      | 4 - 0     | Halim Hussain    |
| Saqib Nasir          | 4 - 0     | Danny Brindle    |
| Daniel Wells         | 2 - 4     | Ross Muir        |

#### Turno 3
| Giocatore 1     | Risultato | Giocatore 2      |
| --------------- | --------- | ---------------- |
| Sean O'Sullivan | 1 - 4     | Tony Knowles     |
| Paul Davison    | 0 - 4     | Mark Lloyd       |
| Luke Simmonds   | 3 - 4     | Callum Beresford |
| Arun Mehta      | 1 - 4     | Luke Pinches     |
| Ian Burns       | 4 - 0     | Yu Kiu Chang     |
| Soheil Vahedi   | 4 - 0     | Rodion Judin     |
| Raymond Fry     | 3 - 4     | Simon Blackwell  |
| Saqib Nasir     | 4 - 2     | Ross Muir        |

#### Turno 4
| Giocatore 1      | Risultato | Giocatore 2   |
| ---------------- | --------- | ------------- |
| Tony Knowles     | 2 - 4     | Mark Lloyd    |
| Callum Beresford | 1 - 4     | Luke Pinches  |
| Ian Burns        | 4 - 3     | Soheil Vahedi |
| Simon Blackwell  | 4 - 2     | Saqib Nasir   |

#### Turno 5
| Giocatore 1 | Risultato | Giocatore 2     |
| ----------- | --------- | --------------- |
| Mark Lloyd  | 4 - 1     | Luke Pinches    |
| Ian Burns   | 4 - 2     | Simon Blackwell |

#### Turno di qualificazione al Main Tour
| Giocatore 1 | Risultato | Giocatore 2 |
| ----------- | --------- | ----------- |
| Mark Lloyd  | 1 - 4     | Ian Burns   |

### Sezione 2

#### Turno 1
| Giocatore 1       | Risultato | Giocatore 2            |
| ----------------- | --------- | ---------------------- |
| Hamim Hussain     | 1 - 4     | Niel Vincent           |
| Liam Graham       | 4 - 3     | Lewis Ullah            |
| Evan Munro        | 4 - 1     | Mark Bell              |
| Jed Mann          | 4 - 0     | John Pritchett         |
| Imran Puri        | w/d - w/o | Filips Kalnins         |
| Andrew Tapper     | 4 - 0     | Stephen Baillie        |
| Stan Moody        | 2 - 4     | George Pragnell        |
| Hans Blanckaert   | 3 - 4     | Jack Bradford          |
| Michael Judge     | w/d - w/o | Carl Mottershw         |
| Sergey Isaenko    | 2 - 4     | Labeeb Ahmed           |
| Daniel Walker     | 1 - 4     | Patrick Whelan         |
| Anton Kazakov     | 3 - 4     | Manasawin Phetmalaikul |
| Shafaqut Hussain  | 3 - 4     | Sean McAllister        |
| Denys Chmelewskyj | 2 - 4     | Dylan Mitchell         |
| Amir Sarkhosh     | 4 - 2     | Lee Shanker            |
| Adrian Rosa       | 3 - 4     | David Finbow           |
| Westley Cooper    | 1 - 4     | Jamie Brown            |
| Adam Goff         | 4 - 2     | Ronnie Blake           |

#### Turno 2
| Giocatore 1      | Risultato | Giocatore 2            |
| ---------------- | --------- | ---------------------- |
| Niel Vincent     | 4 - 2     | Liam Graham            |
| Ben Mertens      | 4 - 0     | Evan Munro             |
| Lei Peifan       | 4 - 0     | Jed Mann               |
| Patrick Wallace  | 4 - 2     | Filips Kalnins         |
| Riley Parsons    | 4 - 3     | Andrew Tapper          |
| Daniel Womersley | 1 - 4     | George Pragnell        |
| Sanderson Lam    | 4 - 1     | Jack Bradford          |
| Brian Ochoiski   | 4 - 1     | Carl Mottershw         |
| James Cahill     | 4 - 0     | Labeeb Ahmed           |
| Billy Joe Castle | 4 - 0     | Patrick Whelan         |
| Joshua Thomond   | 4 - 1     | Manasawin Phetmalaikul |
| David Lilley     | 4 - 0     | Sean McAllister        |
| Sean Harvey      | 2 - 4     | Dylan Mitchell         |
| Leo Fernandez    | 4 - 2     | Amir Sarkhosh          |
| David Finbow     | 4 - 1     | Jamie Brown            |
| Eden Sharav      | 4 - 0     | Adam Goff              |

#### Turno 3
| Giocatore 1    | Risultato | Giocatore 2      |
| -------------- | --------- | ---------------- |
| Niel Vincent   | 2 - 4     | Ben Mertens      |
| Lei Peifan     | 4 - 3     | Patrick Wallace  |
| Riley Parsons  | 3 - 4     | George Pragnell  |
| Sanderson Lam  | 4 - 1     | Brian Ochoiski   |
| James Cahill   | 1 - 4     | Billy Joe Castle |
| Joshua Thomond | 3 - 4     | David Lilley     |
| Dylan Mitchell | 4 - 1     | Leo Fernandez    |
| David Finbow   | 4 - 0     | Eden Sharav      |

#### Turno 4
| Giocatore 1      | Risultato | Giocatore 2   |
| ---------------- | --------- | ------------- |
| Ben Mertens      | 2 - 4     | Lei Peifan    |
| George Pragnell  | 2 - 4     | Sanderson Lam |
| Billy Joe Castle | 4 - 2     | David Lilley  |
| Dylan Mitchell   | 3 - 4     | David Finbow  |

#### Turno 5
| Giocatore 1      | Risultato | Giocatore 2   |
| ---------------- | --------- | ------------- |
| Lei Peifan       | 4 - 1     | Sanderson Lam |
| Billy Joe Castle | 4 - 0     | David Finbow  |

#### Turno di qualificazione al Main Tour
| Giocatore 1 | Risultato | Giocatore 2      |
| ----------- | --------- | ---------------- |
| Lei Peifan  | 4 - 2     | Billy Joe Castle |

### Sezione 3

#### Turno 1
| Giocatore 1      | Risultato | Giocatore 2       |
| ---------------- | --------- | ----------------- |
| Kishan Hirani    | w/o - w/d | Peter Butler      |
| Tony Corrigan    | 3 - 4     | Adam Brown        |
| Rebecca Kenna    | 4 - 0     | Philip O'Connor   |
| Lewis Gillen     | 4 - 0     | Jordan Rimmer     |
| Bradley Cowdroy  | 1 - 4     | Alfie Lee         |
| Lee Stephens     | 4 - 3     | Alex Taubman      |
| Keith Keldie     | 1 - 4     | Jack Smithers     |
| Chen Feilong     | 2 - 4     | Michael Tomlinson |
| Mark Ganderton   | 2 - 4     | John Welsh        |
| Mitchell Mann    | 4 - 2     | Stuart Watson     |
| Umut Dikme       | 4 - 1     | Peter Geronimo    |
| Dean Reynolds    | 0 - 4     | John Parkin       |
| Roshan Birdi     | 0 - 4     | Martyn Taylor     |
| Billy Ginn       | 1 - 4     | Jack Haley        |
| Juan Pedro Durán | 1 - 4     | Brian Cini        |
| Simon Bedford    | 1 - 4     | David Donovan     |
| Conor Caniff     | 1 - 4     | Matthew Roberts   |

#### Turno 2
| Giocatore 1     | Risultato | Giocatore 2       |
| --------------- | --------- | ----------------- |
| Michael Collumb | 3 - 4     | Kishan Hirani     |
| Ryan Davies     | 4 - 1     | Adam Brown        |
| Ross Bulman     | 4 - 2     | Rebecca Kenna     |
| Phil O'Kane     | 2 - 4     | Lewis Gillen      |
| Sam Baird       | 4 - 2     | Alfie Lee         |
| John Astley     | 4 - 1     | Lee Stephens      |
| Haydon Pinhey   | 4 - 2     | Jack Smithers     |
| Kuldesh Johal   | 4 - 3     | Michael Tomlinson |
| Rod Lawler      | 4 - 3     | John Welsh        |
| Mitchell Mann   | 4 - 1     | Umut Dikme        |
| Bai Langning    | 4 - 3     | John Parkin       |
| Luo Honghao     | 4 - 0     | Martyn Taylor     |
| Dylan Emery     | 4 - 2     | Jack Haley        |
| Jack Culligan   | 1 - 4     | Brian Cini        |
| Florian Nüßle   | 4 - 1     | David Donovan     |
| Dean Young      | 4 - 3     | Matthew Roberts   |

#### Turno 3
| Giocatore 1   | Risultato | Giocatore 2   |
| ------------- | --------- | ------------- |
| Kishan Hirani | 3 - 4     | Ryan Davies   |
| Ross Bulman   | 4 - 2     | Lewis Gillen  |
| Sam Baird     | 1 - 4     | John Astley   |
| Haydon Pinhey | 4 - 2     | Kuldesh Johal |
| Rod Lawler    | 2 - 4     | Mitchell Mann |
| Bai Langning  | 4 - 0     | Luo Honghao   |
| Dylan Emery   | 4 - 3     | Brian Cini    |
| Florian Nüßle | 0 - 4     | Dean Young    |

#### Turno 4
| Giocatore 1   | Risultato | Giocatore 2   |
| ------------- | --------- | ------------- |
| Ryan Davies   | 1 - 4     | Ross Bulman   |
| John Astley   | 2 - 4     | Haydon Pinhey |
| Mitchell Mann | 4 - 3     | Bai Langning  |
| Dylan Emery   | 3 - 4     | Dean Young    |

#### Turno 5
| Giocatore 1   | Risultato | Giocatore 2   |
| ------------- | --------- | ------------- |
| Ross Bulman   | 3 - 4     | Haydon Pinhey |
| Mitchell Mann | 1 - 4     | Dean Young    |

#### Turno di qualificazione al Main Tour
| Giocatore 1   | Risultato | Giocatore 2 |
| ------------- | --------- | ----------- |
| Haydon Pinhey | 1 - 4     | Dean Young  |

### Sezione 4

#### Turno 1
| Giocatore 1       | Risultato | Giocatore 2         |
| ----------------- | --------- | ------------------- |
| Sydney Wilson     | 4 - 0     | Joe Fenton          |
| Luke Maddison     | 0 - 4     | Yao Pengcheng       |
| Duane Jones       | 4 - 1     | Jamie Jones II      |
| Māris Volajs      | 4 - 1     | Daniel Kandi        |
| Brandon Hall      | 1 - 4     | Callum Lloyd        |
| Julien Leclercq   | 3 - 4     | James Silverwood    |
| James Height      | 0 - 4     | Gary Thomson        |
| Bradley Tyson     | 0 - 4     | Tyler Rees          |
| Ross Vallance     | 4 - 1     | Elliott Weston      |
| Fergal Quinn      | 4 - 1     | James Burrett       |
| Adam Duffy        | 4 - 2     | Andy Milliard       |
| Daan Leyssen      | 4 - 2     | Mark Vincent        |
| Gaurang Vyas      | w/d - w/o | Mark Anthony Taylor |
| Faizaan Mohammed  | 4 - 0     | Chris Totten        |
| Neal Jones        | 4 - 1     | Johnnie Bates       |
| Keishin Kamihashi | 3 - 4     | Jenson Kendrick     |
| Richard Wienold   | 2 - 4     | Joshua Cooper       |

#### Turno 2
| Giocatore 1        | Risultato | Giocatore 2         |
| ------------------ | --------- | ------------------- |
| Michael Georgiou   | 4 - 1     | Sydney Wilson       |
| Jackson Page       | w/d - w/o | Yao Pengcheng       |
| Duane Jones        | 4 - 1     | Māris Volajs        |
| Alex Millington    | 4 - 3     | Callum Lloyd        |
| Ben Fortey         | 4 - 0     | James Silverwood    |
| Michael White      | 4 - 1     | Gary Thomson        |
| Hammad Miah        | 4 - 1     | Tyler Rees          |
| Oliver Brown       | 4 - 2     | Ross Vallance       |
| Mateusz Baranowski | 4 - 3     | Fergal Quinn        |
| Ian Martin         | 4 - 2     | Adam Duffy          |
| Barry Pinches      | w/d - w/o | Daan Leyssen        |
| Si Jiahui          | 4 - 0     | Mark Anthony Taylor |
| Robbie McGuigan    | 4 - 1     | Faizaan Mohammed    |
| Yuan Sijun         | w/d - w/o | Neal Jones          |
| Fraser Patrick     | w/d - w/o | Jenson Kendrick     |
| Craig Steadman     | w/d - w/o | Joshua Cooper       |

#### Turno 3
| Giocatore 1        | Risultato | Giocatore 2     |
| ------------------ | --------- | --------------- |
| Michael Georgiou   | 4 - 0     | Yao Pengcheng   |
| Duane Jones        | 4 - 3     | Alex Millington |
| Ben Fortey         | 1 - 4     | Michael White   |
| Hammad Miah        | 4 - 2     | Oliver Brown    |
| Mateusz Baranowski | 4 - 3     | Ian Martin      |
| Daan Leyssen       | 3 - 4     | Si Jiahui       |
| Robbie McGuigan    | 4 - 3     | Neal Jones      |
| Jenson Kendrick    | 1 - 4     | Joshua Cooper   |

#### Turno 4
| Giocatore 1        | Risultato | Giocatore 2   |
| ------------------ | --------- | ------------- |
| Michael Georgiou   | 1 - 4     | Duane Jones   |
| Michael White      | 4 - 3     | Hammad Miah   |
| Mateusz Baranowski | 0 - 4     | Si Jiahui     |
| Robbie McGuigan    | 1 - 4     | Joshua Cooper |

#### Turno 5
| Giocatore 1 | Risultato | Giocatore 2   |
| ----------- | --------- | ------------- |
| Duane Jones | 4 - 2     | Michael White |
| Si Jiahui   | 4 - 2     | Joshua Cooper |

#### Turno di qualificazione al Main Tour
| Giocatore 1 | Risultato | Giocatore 2 |
| ----------- | --------- | ----------- |
| Duane Jones | 4 - 3     | Si Jiahui   |

### Century breaks
Durante il corso del torneo sono stati realizzati 21 century breaks.
| N° | Giocatore          | Century breaks | Miglior break |
| -- | ------------------ | -------------- | ------------- |
| 1  | Mateusz Baranowski | 2              | 132           |
| =  | Brian Cini         | 2              | 120           |
| =  | Ian Burns          | 2              | 112           |
| 2  | Alex Taubman       | 1              | 140           |
| =  | Duane Jones        | 1              | 128           |
| =  | Sam Baird          | 1              | 123           |
| =  | Kuldesh Johal      | 1              | 119           |
| =  | George Pragnell    | 1              | 119           |
| =  | Ben Mertens        | 1              | 118           |
| =  | Gary Challis       | 1              | 115           |
| =  | Anton Kazakov      | 1              | 115           |
| =  | James Cahill       | 1              | 112           |
| =  | Mitchell Mann      | 1              | 111           |
| =  | Leo Fernandez      | 1              | 110           |
| =  | Billy Joe Castle   | 1              | 107           |
| =  | Luke Simmonds      | 1              | 103           |
| =  | Ross Muir          | 1              | 103           |
| =  | Bai Langning       | 1              | 100           |